# Planet of Evil
A Planet of Evil a Doctor Who sorozat nyolcvanegyedik része, amit 1975. szeptember 27.-e és október 18.-a között vetítettek négy epizódban.

## Történet
A TARDIS vészjelzést fog és az ismert világegyetem legszélén levő bolygón landol. Sorenson professzor és csapata itt új energiaforrást keres, amellyel hazai naprendszerük haldokló napját lehetne helyettesíteni. A bolygó a rendes világ és az antivilág határán van, s mikor a professzor antianyagot tartalmazó kristályokat kezd gyűjteni, társai titokzatos módon sorra meghalnak. A segélyhívásra azonban nemcsak a TARDIS érkezik, hanem egy katonai felderítőhajó is, hogy felszedje a professzort. A Doktor és Sarah szokás szerint rossz időben rossz helyre érkeznek...

## Epizódok listája
| Epizód sorszáma | Bemutató napja       | Hossza | Nézők száma (millió) |
| --------------- | -------------------- | ------ | -------------------- |
| 1               | 1975. szeptember 27. | 24:02  | 10,4                 |
| 2               | 1975. október 4.     | 22:30  | 9,9                  |
| 3               | 1975. október 11.    | 23:50  | 9,1                  |
| 4               | 1975. október 18.    | 23:43  | 10,1                 |

## Könyvkiadás
A könyvváltozatát 1977. augusztus 18.-n adta ki a Target könyvkiadó.

## Otthoni kiadás
- VHS-n 1994 januárjában adták ki.
- DVD-n 2007. október 15.-n adták ki.

### Fordítás
- Ez a szócikk részben vagy egészben  a   Planet_of_Evil című angol Wikipédia-szócikk fordításán alapul.  Az eredeti cikk szerkesztőit annak laptörténete sorolja fel. Ez a jelzés csupán a megfogalmazás eredetét és a szerzői jogokat jelzi, nem szolgál a cikkben szereplő információk forrásmegjelöléseként.